# 懷莫馬 (佛羅里達州)
懷莫馬（英語：Wymauma）是位於美國佛羅里達州希爾斯波羅縣的一個人口普查指定地區。

## 地理
懷莫馬的座標為27°42′35″N 82°19′04″W / 27.70972°N 82.31778°W，而該地最高點為海拔高度31米（即102英尺）。

## 人口
根據2010年美國人口普查的數據，懷莫馬的面積為65.50平方千米，當中陸地面積為64.80平方千米，而水域面積為0.70平方千米。當地共有人口6373人，而人口密度為每平方千米97人。